# Wedding Singer : Demain, on se marie !
Pour plus de détails, voir Fiche technique et Distribution.
Wedding Singer : Demain, on se marie !, ou Le Chanteur de noces au Québec (The Wedding Singer) est un film américain réalisé par Frank Coraci, sorti en 1998.
Écrit par Tim Herlihy et produit par Robert Simonds et Jack Giarraputo, le film met en vedette Adam Sandler et Drew Barrymore dans les rôles principaux. Le long-métrage, qui se déroule dans les années 1980, raconte la rencontre entre un chanteur spécialisé dans les cérémonies venant d'être plaqué le jour de son mariage et d'une jeune et ravissante serveuse, qui doit également convoler avec son fiancé, dont leur amitié va voir naître des sentiments amoureux l'un envers l'autre. Wedding Singer marque la première collaboration cinématographique entre Sandler et Barrymore.
Le film, tourné entre février et mars 1997 pour un budget de 18 millions de dollars, sort en salles en février 1998 et connaît un succès commercial, rapportant 123 millions de dollars de recettes mondiales au box-office et a reçu des critiques généralement positives et est souvent cité parmi les meilleures comédies de la carrière d'Adam Sandler.

## Synopsis
Robbie anime les soirées de mariage en chantant de grands succès des années 1980. Lors d'une soirée, il rencontre Julia, une jeune serveuse. Au fil de la discussion, ils se promettent de travailler au mariage de l'autre, chacun devant se marier prochainement. Mais le moment venu, la promise de Robbie n'est pas au rendez-vous...

## Fiche technique
- Titre original : The Wedding Singer
- Titre français : Wedding Singer : Demain, on se marie !

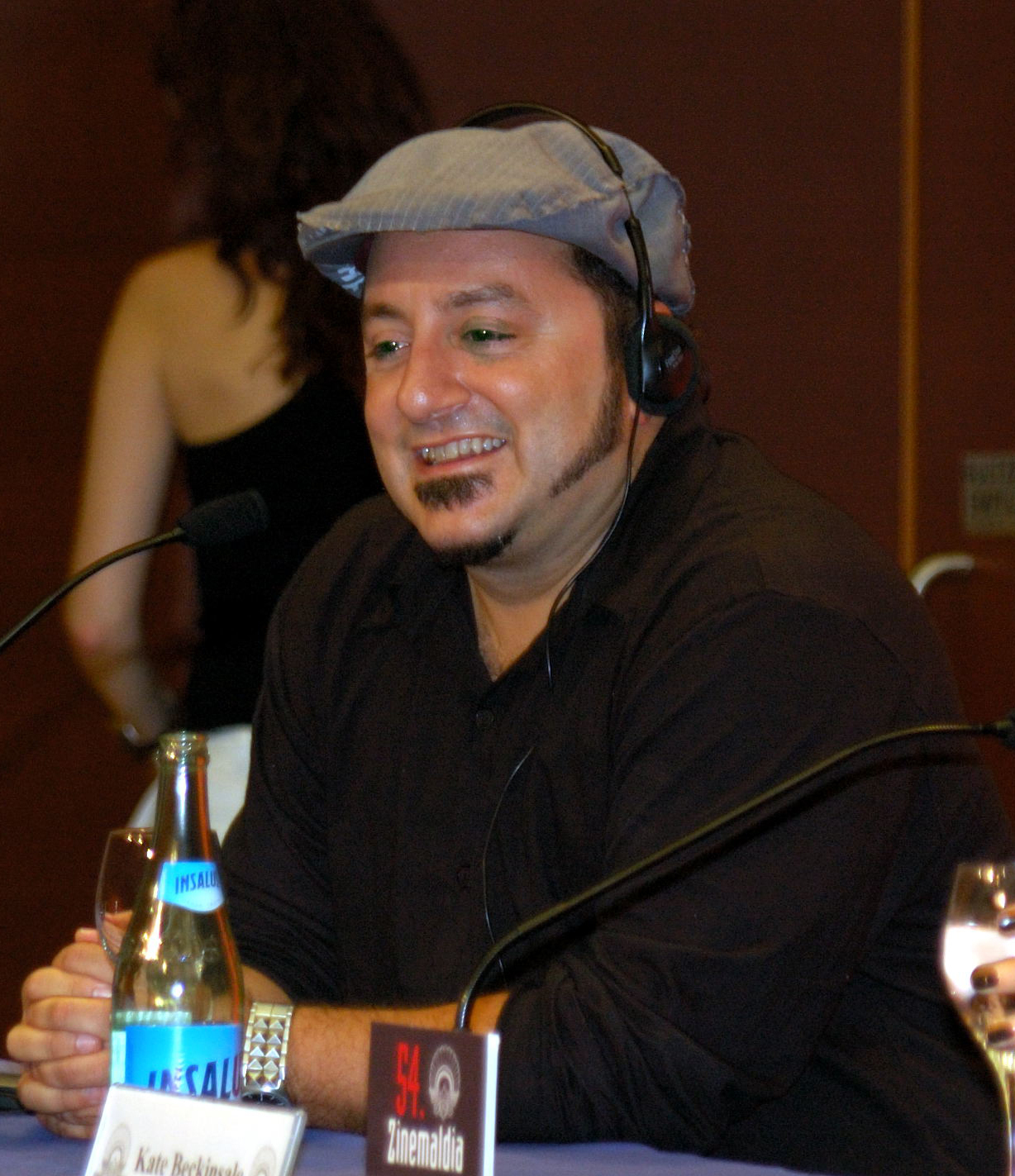
Frank Coraci, réalisateur du film.

- Titre québécois : Le Chanteur de noces
- Réalisation : Frank Coraci
- Scénario : Tim Herlihy
- Musique : Teddy Castellucci
- Direction artistique : Perry Andelin Blake
- Décors : Mike Austin et Lisa Robyn Deutsch
- Costumes : Mona May
- Photographie : Tim Suhrstedt
- Son : Elmo Weber
- Montage : Tom Lewis
- Production : Jack Giarraputo et Robert Simonds
  - Co-production : Ira Shuman
  - Production déléguée : Brad Grey et Sandy Wernick
  - Co-production déléguée : Richard Brener et Brian Witten
  - Production associée : Michelle Holdsworth et Rita Smith
- Sociétés de production : Juno Pix, New Line Cinema et Robert Simonds Productions
- Sociétés de distribution : New Line Cinema (États-Unis), Metropolitan Filmexport (France)
- Budget : 18 millions $[1]
- Pays de production :  États-Unis
- Langue originale : anglais
- Format : couleur — 35 mm — 1,85:1 — son Dolby Digital
- Genre : comédie romantique
- Durée : 96 minutes (100 minutes pour la version étendue[2],[n 1])
- Dates de sortie :
  - États-Unis : 12 février 1998 (première à New York), 13 février 1998 (sortie nationale)
  - Royaume-Uni : 5 juin 1998
  - France et Belgique : 24 juin 1998
- Classification : 
  - États-Unis : PG-13[n 2],[3] (pour matériel et langage liés au sexe)
  - France : tous publics[4]

## Distribution
- Adam Sandler (VF : Serge Faliu, VQ : Alain Zouvi) : Robbie Hart
- Drew Barrymore (VF : Virginie Ledieu, VQ : Christine Bellier) : Julia Sullivan
- Christine Taylor (VF : Claire Guyot, VQ : Lisette Dufour) : Holly Sullivan
- Allen Covert (VF : Philippe Peythieu, VQ : Daniel Picard) : Sammy
- Matthew Glave (VF : Bruno Dubernat, VQ : François L'Écuyer) : Glenn Guglia
- Ellen Albertini Dow (VQ : Élizabeth Chouvalidzé) : Rosie
- Angela Featherstone (VF : Deborah Perret, VQ : Anne Bédard) : Linda
- Alexis Arquette (VF : Éric Missoffe) : George Stitzer
- Christina Pickles (VQ : Madeleine Arsenault) : Angie Sullivan
- Jodi Thelen : Kate
- Frank Sivero (VF : Gérard Rinaldi) : Andy
- Patrick McTavish : Tyler
- Gemini Barnett : Petey
- Steve Buscemi (VF : William Coryn, VQ : François Sasseville) : David "Dave" Veltri [n 3]
- Jon Lovitz : Jimmie Moore [n 3]
- Kevin Nealon (VF : Mathieu Buscatto, VQ : Daniel Lesourd) : M. Simms
- Robert Smigel (VQ : Manuel Tadros) : André
- Billy Idol (VF : Thierry Mercier, VQ : Éric Gaudry) : lui-même

 Source et légende : version française (VF) sur RS Doublage, version québécoise (VQ) sur Doublage.qc.ca

## Production
|                                                                                |  |  |
| Le film marque la première collaboration entre Adam Sandler et Drew Barrymore. |  |  |

Adam Sandler a eu l'idée d'une comédie sur un chanteur de mariage laissé à l'autel et l'a suggéré à Tim Herlihy. Inspiré par l'émission de radio Lost in the '80s, Herlihy a décidé de situer le film dans cette décennie. Herlihy n'avait pas prévu de faire quelque chose de différent et pensait que le scénario était similaire à ses précédentes collaborations avec Sandler. Les changements sont venus naturellement et il a attribué les différences à son récent mariage, ainsi qu'à l'alchimie entre Sandler et Barrymore. Herlihy était conscient que les films précédents de Sandler manquaient d'une perspective féminine et a souligné l'importance de Barrymore. Il a expliqué qu'elle était si géniale dans ses scènes que le public des projections test ne s'est pas plaint du fait que Sandler n'était pas dans chaque scène comme ils l'avaient fait pour ses films précédents, et par conséquent, davantage de ses scènes ont survécu et ont été incluses dans le film final.
Carrie Fisher, qui est également connue comme script doctor, a été engagée pour rendre la partie féminine plus équilibrée,. Judd Apatow et Sandler ont également réalisé des réécritures non créditées du scénario,.
Le réalisateur Frank Coraci était ami avec Sandler depuis qu'ils étaient allés à l'Université de New York et il avait du mal à croire que lui et ses amis avaient eu l'occasion de faire des films ensemble. Coraci avait également surmonté ses propres expériences de chagrin romantique quelques années plus tôt et était capable de regarder cela différemment et de lui permettre d'être drôle. Coraci était fan du réalisateur John Hughes et a mentionné ses films comme une influence importante.
Barrymore a approché Sandler au sujet de travailler ensemble sur un film, affirmant qu'ils étaient des « âmes sœurs cinématographiques » avant même d'avoir travaillé ensemble. Barrymore avait une grande relation avec Coraci et l'a félicité pour avoir équilibré la grande comédie avec les moments importants d'émotion et d'intimité. Sandler faisait souvent rire Barrymore hors de son contexte, de sorte que même après une longue journée, ses rires devant la caméra soient réels. De plus, elle ne lirait ni n'entendrait les chansons avant le premier tournage afin que ses réactions soient plus spontanées.
Le tournage a principalement eu lieu en Californie du 3 février au 25 mars 1997.

## Sortie et accueil

### Réception critique
Wedding Singer reçoit des critiques positives, obtenant un taux d'approbation de 72 % sur le site Rotten Tomatoes, pour 69 critiques collectés et une note moyenne de 6,3⁄10. Le consensus suivant résume les critiques compilées par le site : « C'est décidément inégal – et étonnamment mielleux pour une des premières comédies d'Adam Sandler – mais Wedding Singer est aussi doux, drôle et séduisant ». Sur le site Metacritic, le film obtient un score de 60⁄100 pour 21 critiques collectées. Les publics interrogés par CinemaScore ont donné au film une note moyenne de "A−" sur une échelle A+ à F.

### Box-office
| Pays ou région | Box-office      | Date d'arrêt du box-office | Nombre de semaines |
| -------------- | --------------- | -------------------------- | ------------------ |
| États-Unis     | 80 245 725 $    | août 1998                  | —                  |
| France         | 218 943 entrées | —                          | —                  |
| Total mondial  | 123 306 987 $   | —                          | —                  |

Sorti aux États-Unis avec une combinaison de départ de 2 821 salles, Wedding Singer prend directement la deuxième place du box-office américain derrière Titanic lors de son premier week-end d'exploitation avec 18 865 080 $ de recettes. Le film reste en seconde place lors des deux week-ends suivants (dont un avec une augmentation de 16 salles par rapport à son démarrage), avec un total de 48 833 850 $ depuis sa sortie. L'exploitation américaine se finit à l'été  avec un total de 80 245 725 $ de recettes, ce qui est un succès commercial au vu de son budget. À l'international, le film totalise 43 061 262 $ de recettes, portant le total du box-office mondial à 123 306 987 $.
En France, malgré un démarrage à la sixième place lors de sa première semaine (158 516 entrées dans une combinaison de 267 salles), le long-métrage peine à se maintenir et finit son exploitation avec un total de 218 943 entrées, dont 50 900 entrées sur Paris. En Allemagne, le film a été un succès avec 1 004 539 entrées, où il est resté en deuxième place du box-office durant les trois premières semaines d'exploitation, tout comme au Royaume-Uni où il totalise 2 319 828 entrées.

## Discographie
- True - Spandau Ballet
- Video Killed the Radio Star - The Buggles
- Do You Really Want to Hurt Me - Culture Club
- Every Little Thing She Does Is Magic - The Police
- How Soon Is Now? - The Smiths
- Love my way - The Psychedelic Furs
- Hold Me Now - The Thompson Twins (en)
- Everyday I write the book - Elvis Costello
- White wedding - Billy Idol
- China girl - David Bowie
- Blue monday - New Order
- Pass the Dutchie - Musical Youth
- Have you written anything lately - Original last
- Somebody kill me - Adam Sandler
- Rapper's Delight - Ellen Dow plus Sugarhill Gang
- 99 luftballons - Nena

## Distinctions
Sauf indication contraire, les informations mentionnées dans cette section peuvent être confirmées par la base de données cinématographiques IMDb,  présente dans la section « Liens externes ».

### Récompenses
- BMI Film & TV Awards 1998 : BMI Film Music Award pour Teddy Castellucci
- Blockbuster Entertainment Awards 1999 : Meilleur acteur dans une comédie pour Adam Sandler
- Kids' Choice Awards 1999 :
  - Acteur préféré pour Adam Sandler
  - Actrice préférée pour Drew Barrymore

### Nominations
- MTV Movie Awards 1998 : 
  - Meilleure performance comique pour Adam Sandler
  - Meilleur duo à l'écran pour Adam Sandler et Drew Barrymore
  - Meilleur baiser pour Adam Sandler et Drew Barrymore
- American Comedy Awards 1999
  - Acteur le plus drôle dans un film dans un rôle principal pour Adam Sandler
  - Actrice la plus drôle dans un film dans un rôle principal pour Drew Barrymore
- Blockbuster Entertainment Awards 1999 : Meilleure actrice dans une comédie pour Drew Barrymore
- Motion Picture Sound Editors 1999 : Meilleur montage sonore dans un long métrage - Musique - Comédie musicale
- Chlotrudis Awards 1999 : 
  - Meilleure actrice pour Drew Barrymore